# Karel Lichtnégl
Karel Lichtnégl (Hodonín, 30 de agosto de 1986 - 15 de janeiro de 2015) foi um futebolista checo, que atuava como defensor.

## Carreira
Karel Lichtnégl representou a Seleção Tchecoslovaca de Futebol, medalha de prata em Tóquio-1964 .

## Ligações Externas
- Perfil em FIFA.com (em inglês)